# エル・ビエホ・アルマセン
エル・ビエホ・アルマセン（El Viejo Almacén）は、アルゼンチンブエノスアイレスサンテルモ地区にあるタンゲリア（タンゴ生演奏の店）

## 概要

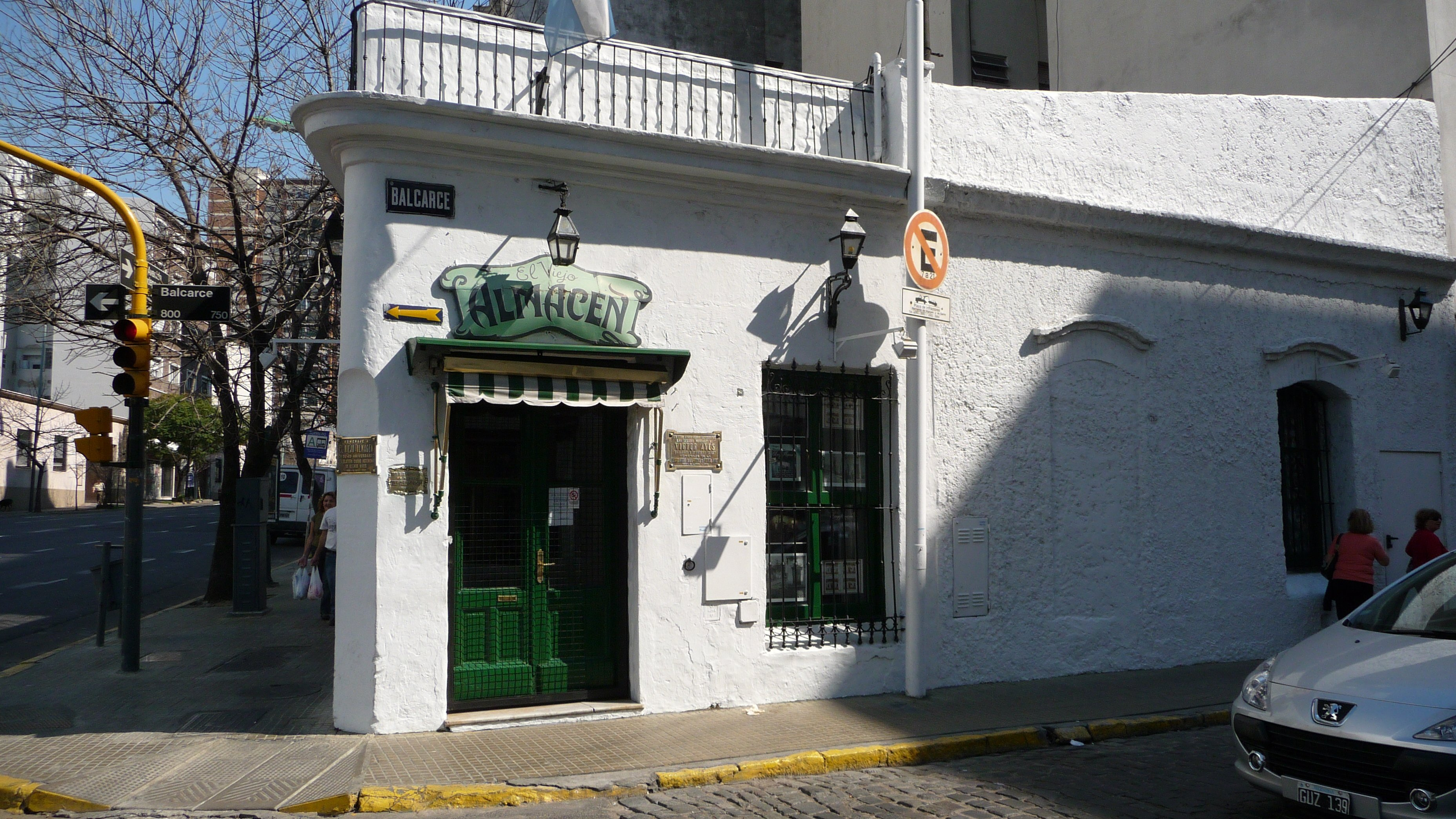
エル・ビエホ・アルマセンの入り口

1969年5月9日に、タンゴ歌手のエドムンド・リベロ（Edmundo Rivero）とタンゴピアニストのカルロス・ガルシア（Carlos García）によって開業となった。
『古い倉庫』という意味である。建物自体は、1778年に建築され1840年に増築された倉庫が、1900年にレストランのエル・ボルガ（El Volga）となったものの、廃業になったものの、改修工事の末、タンゲリアになったもの。
店主のエドムンド・リベロの歌唱およびカルロス・ガルシア楽団の演奏のほか、、アニバル・トロイロ楽団も一時期専属楽団となるなど、有名なタンゴ楽団の生演奏があった。当時新人だったグラシェラ・スサーナも、ステージで歌っていた。タンゲリアとしての知名度は高く、日本のアルゼンチン旅行ガイドにも、掲載されていた。
1986年、店主だったリベロが死去するが、そのあと、アルゼンチン国全体の経済状態の悪化が災いとなり、1993年に一旦閉店となる。
1996年1月、ルイス・ベイガ（Luis Veiga）が、営業再開にこぎつける。現在も、全世界のタンゴ愛好家の注目を浴びる。